# Emilio Oliva Baro
Emilio Oliva Baro (Madrid, 3 de diciembre de 1963 - Chiclana de la Frontera, Cádiz,15 de febrero de 2024) fue un torero español, afincado en la localidad gaditana de Chiclana de la Frontera.

## Biografía
Emilio nació en Madrid (1963), donde su madre se había trasladado desde Chiclana, para estar junto con su marido, Emilio Oliva Fornell, que había sufrido una grave cogida en la Plaza de Toros de las Ventas. La familia estaba estrechamente unida al mundo taurino: Su padre Emilio Oliva Fornell (1938-2018) fue torero, al igual que sus hermanos David y Abel; y su hermano Isaac, novillero.
Tras su debut con caballos en Alcalá de Guadaíra (28 de febrero de 1981), tomó la alternativa en El Puerto de Santa María el 19 de marzo de 1985 de manos de Rafael de Paula, con José Luis Galloso, con el toro Bocinazo de Gabriel Rojas. La confirmó en Madrid el 26 de mayo del mismo año, apadrinado por Francisco Ruiz Miguel, en presencia de Luis Reina, con el toro Grapero de Pablo-Romero.
Obtuvo sonados triunfos en Madrid, Barcelona y Sevilla (de novillero salió por la Puerta del Príncipe).
Se retiró el 2 de agosto de 1991, y volvió en 2003, año que toreó tres corridas para retirarse. Torea de nuevo en Chiclana el 15 de junio de 2008 junto a Uceda Leal y Alejandro Morilla con toros de Luis Albarrán.

## Premios
- "Zapato de Oro de Arnedo", premiado como novillero (1983).